# Château de Soubeyran
Le château de Soubeyran est un château situé à Saint-Barthélemy-Grozon dans le département de l'Ardèche en France.

## Historique
Hector de Soubeyran de Saint-Prix, juge à la cour de justice criminelle de l'Ardèche, fut député de l'Ardèche pendant la Révolution.
Le château a été acheté en 1947 par la Fédération des Œuvres Laïques de l’Ardèche qui y installe une colonie de vacances puis en 1949 y implante une maison de l’enfance laïque qui deviendra Institut Médico-pédagogique pour jeunes porteurs d’un handicap mental léger et moyen.

## Description
Le château est entouré d'un parc de 21 hectares comptant des séquoias géants.